# Långstjärtad glansstare
Långstjärtad glansstare (Lamprotornis caudatus) är en fågel i familjen starar inom ordningen tättingar.

## Utseende och läte
Långstjärtad glansstare är en stor stare med som namnet avslöjar påtagligt lång stjärt. Fjäderdräkten är mörk och glänsande i blågrönt, med purpurfärgad buk och stjärt. Arten liknar blågrön glansstare, men har längre stjärt och är generellt mer blågrön. Lätena är högljudda och komplexa, med en blandning av skallriga, gnissliga och genomträngande visslingar.

## Utbredning och systematik
Långstjärtad glansstare förekommer från sydligaste Mauretanien till norra Guinea österut till södra Sudan och nordvästra Sydsudan. Fågeln har även påträffats i Kanarieöarna samt i Spanien där den även konstaterats häcka, men det anses osannolikt att den nått dit på naturlig väg. Den behandlas som monotypisk, det vill säga att den inte delas in i några underarter.

## Levnadssätt
Långstjärtad glansstare hittas i en rad olika savannmiljöer, men även i jordbruksmarker. Den påträffas ofta på marken, vanligen i små flockar.

## Status och hot
Arten har ett stort utbredningsområde och en stor population med stabil utveckling och tros inte vara utsatt för något substantiellt hot. Utifrån dessa kriterier kategoriserar internationella naturvårdsunionen IUCN arten som livskraftig (LC). Världspopulationen har inte uppskattats men den beskrivs som vanlig i de flesta områden.